# Oxidercia atripustula
Oxidercia atripustula là một loài bướm đêm trong họ Noctuidae.